# Neema Namadamu
Neema Namadamu   (Muntanyes Itombwe, segle XX) és una defensora de la pau i activista pels drets de les dones i dels discapacitats a la República Democràtica del Congo (RDC). Va fundar Maman Shujaa Media Center per empoderar les dones i donar-les veu per explicar les seves històries.

## Biografia
Namadamu va néixer a les Planes altes d'Itombwe, a la província de Kivu del Sud. Quan tenia dos anys d'edat va contreure la poliomielitis i es va quedar amb una discapacitat física a causa de la malaltia. Per això, el seu pare va decidir prendre una segona dona perquè a la RDC els nens amb discapacitat són «sovint considerats com una maledicció». Recorda que de petita no portava crosses, així que la seva mare, Polline Nyirambarato, la portava d'esquena a l'escola quan les condicions de la carretera eren dolentes. Namadamu va començar a conscienciar les persones amb discapacitat quan estava a l'institut i tenia el seu propi programa de ràdio. Més tard, quan va anar a la universitat, es va convertir en la primera dona amb discapacitat de la seva tribu a graduar-se a la universitat a la RDC.
Després de graduar-se, va ser escollida com a diputada per representar la província de Kivu del Sud a l'Assemblea Nacional. Després de servir al Parlament, es va convertir en l'assessora tècnica de la ministra de Gènere i Família de la RDC.
Quan la filla de Namadamu tenia vint-i-cinc anys d'edat, va ser atacada per membres de l'Exèrcit Nacional del Congo i colpejada. Namadamu recorda que «sentia un fort desig de venjança violenta», però, va optar per trencar el cicle de la venjança i, en lloc de lluitar contra els individus, «estem lluitant contra el sistema», va dir.
Namadamu va fundar Maman Shujaa Media Center. que treballa en relació amb World Pulse, una xarxa global d'apoderament de les dones. L'organització es troba a Bukavu, on pot oferir educació digital per a dones. Maman Shujaa significa «Dones heroïnes» i el projecte està dissenyat no només per educar les dones, sinó també per oferir-los una plataforma per compartir les seves històries amb el món. Cada dona aprèn a convertir-se en una «activista digital» a la RDC. El seu treball mostra «la resiliència i la importància de les dones del Congo que viuen en un entorn que és violentament opressiu per a les dones».

## Premis i reconeixements
El novembre de 2023, va ser nomenada a la llista de les 100 dones de la BBC.